# Brian Cox (acteur)
Pour les articles homonymes, voir Cox et Brian Cox.
Brian Cox [ˈbɹaɪən kɒks] est un acteur britannique né le 1er juin 1946 à Dundee (Écosse).

## Biographie

### Jeunesse
Brian Cox est né dans la ville de Dundee en Écosse. Il est issu d'une famille catholique de la classe ouvrière, d'origine irlandaise et écossaise,. Brian Cox, plus jeune de sa fratrie, a trois sœurs et un frère. Son père meurt d'un cancer lorsqu'il n'a que huit ans.
Sa jeunesse est marquée par la fréquentation des cinémas, durant de longues heures : « Il y avait deux cinémas au coin de la rue ... Vous pouviez voir jusqu'à huit films dans la semaine, si vous étiez malin. Et j'avais l'habitude de tout voir. Cela avait aussi à voir avec le fait d'être dans un pays celte. Je n'ai jamais vraiment été attiré par le cinéma britannique. Plus tard, j'ai aimé les comédies de l'époque Ealing comedies, J'ai toujours été plus attiré parJerry Lewis, Abbott et Costello, Laurel et Hardy par ce genre de comédies. J'ai honte de dire que j'aime Jerry Lewis. Ma mère, elle, aimait Spencer Tracy, parce qu'il était catholique ! Alors, j'ai vu beaucoup de ses films quand j'étais petit – toutes les comédies avec Katharine Hepburn. Tracy est toujours l'un de mes dieux, l'un des grands acteurs de tous les temps, avec Marlon Brando et James Dean. »,,.
Il décide d'arrêter ses études à l'âge de 15 ans. Ensuite, il trouve un travail au Dundee Repertory Theatre, et se découvre une nouvelle passion, le théâtre,,. Il entre donc à la London Academy of Music and Dramatic Art. En 2014, il déclare: « Je suis toujours très fier de ma formation et j'exhorte tout le monde à le faire car il ne s'agit pas seulement d'être acteur ; il s'agit d'apprendre sur soi [...] Ce temps passé à LAMDA m'a beaucoup appris sur qui j'étais et d'où je venais, comment m'utiliser, comment m'exercer en termes de pièces — ce que vous faisiez dans les pièces —. Mais c'est aussi une métaphore pour tout le reste. Ça  touche à tous les aspects de votre vie : la présentation, les rapports sociaux, comment se comporter. C'est par rapport à la manière de se comporter et de penser. De penser et de se comporter. »,.

### Carrière
Brian Cox a une longue carrière cinématographique, au cours de laquelle il a joué des seconds rôles dans de nombreux films.
En 1984, il reçoit le Laurence Olivier de l'acteur de l'année, pour son rôle dans Rat In The Skull,.
En 1986, Brian Cox devient le premier interprète du tueur en série cannibale Hannibal Lecter — rebaptisé Lecktor —, dans le film Le Sixième Sens de Michael Mann. Le film adapte le roman Dragon Rouge de Thomas Harris, publié en 1981, premier volet d'une tétralogie à paraître.
En 1988, il obtient son second Laurence Olivier, cette fois dans la catégorie acteur de l'année dans une reprise, pour la pièce Titus Andronicus de William Shakespeare.
En 2000, Brian Cox joue un des premiers rôles du téléfilm, à la distribution internationale Nuremberg. Dans cette œuvre, montrant le procès de Nuremberg, Cox joue le rôle du Reichsmarschall Hermann Göring.
En 2002, Brian Cox devient l'antagoniste principal du film X-Men 2 de Bryan Singer, deuxième volet de la franchise X-Men qui débute en 2000. Dans cette adaptation des bandes dessinées X-Men, l'acteur campe le militaire William Stryker qui voue une haine féroce aux mutants.
En 2004, il tient le rôle d'Agamemnon dans le péplum Troie de Wolfgang Petersen. Au sujet du rôle, il déclare en 2014 : « Le seul rôle que j'ai activement cherché était Agamemnon dans Troie [...] J'ai rencontré Wolfgang Petersen et je savais que c'était mon rôle. Je devais juste le chercher, mais c'est la seule fois que je l'ai fait. Et je ne le referai plus »,.
En 2006, il incarne le chef d'une troupe de théâtre itinérant Jack Langrishe (en), dans la troisième et dernière saison de la série très remarquée Deadwood, de Scott Frank, sur la chaîne HBO.
En 2010, il est la voix du documentaire La Révélation des Pyramides, vu plus de 80 millions de fois sur internet et soutenant des thèses controversées.
En 2014, il obtient un prix au Bradford International Film Festival, pour l'ensemble de sa carrière. À ce sujet, il déclare : « Recevoir un prix pour l'ensemble de sa carrière est plus légitime car ce n'est pas une compétition. C'est une reconnaissance du corps de son travail. Nous aimons tous les récompenses, mais le problème avec les Oscars et les BAFTAs (c'est que) vous êtes en compétition. C'est comme comparer des pommes et des oranges, une performance à l'autre. Un prix pour l'ensemble de sa carrière va vraiment à l'essentiel. Il s'agit de votre travail. Il ne s'agit pas d'une seule performance. Chaque travail que je fais a sa propre valeur »,.
En 2015, il apparait dans la version américaine de la mini-série australienne La Gifle.
Depuis la même année, il est membre du parti indépendantiste écossais, le SNP.
En 2017, Brian Cox a la lourde tâche d'incarner le Premier ministre du Royaume-Uni Winston Churchill dans le film sobrement appelé Churchill, de Jonathan Teplitzky (en). Ce film biographique narre les 48 heures qui précèdent le débarquement de Normandie.
À partir de 2018, il fait partie de la distribution principale de la série plébiscitée Succession, créée par Jesse Armstrong et diffusée sur la chaîne HBO,. Il y incarne Logan Roy, patriarche d'une famille fortunée,. La série s'achève courant 2023, après la diffusion de la quatrième saison.
Parallèlement, il prête sa voix en 2019 à la Mort dans la série Good Omens, d'après le roman De bons présages de Terry Pratchett et Neil Gaiman.
En 2020 et 2021, il est avec Richard Madden en tête du podcast narratif de science fiction From Now pour le réseau QCode (en). Les deux acteurs campent des jumeaux, le personnage de Madden revenant sur Terre 35 ans après avoir disparu durant une mission spatiale.
En 2021, il retrouve l'univers de Neil Gaiman en prêtant sa voix à Augustus dans le deuxième volet de l'adaptation pour Audible.com de la bande dessinée Sandman. Toujours la même année, il tient le second rôle de Niander Wallace Sr. pour la version anglophone de la série d'animation Blade Runner: Black Lotus, nouvelle version de la franchise de science-fiction Blade Runner. Enfin, il est l'impitoyable collecteur de dettes Kostas Becker dans le double épisode Un sérieux Flanders de la série d'animation populaire Les Simpson.

### Famille
Son fils Alan est également acteur.

## Filmographie

### Cinéma
- 1971 : Nicolas et Alexandra de Franklin J. Schaffner : Trotski
- 1975 : In Celebration de Lindsay Anderson : Steven Shaw
- 1982 : The Privilege : jeune Laird
- 1982 : Gandhi : un sergent de la police anglaise en Afrique du Sud
- 1986 : Le Sixième Sens de Michael Mann : Dr Hannibal Lecktor
- 1990 : Secret défense (Hidden Agenda) de Ken Loach : Kerrigan
- 1992 : Deceptions de L.J. Munkler : Carlton Heard
- 1994 : L'Enfer blanc (Iron Will) de Charles Haid : Angus McTeague
- 1994 : Le Prince de Jutland de Gabriel Axel : Æthelwine
- 1995 : Rob Roy de Michael Caton-Jones : Killearn
- 1995 : Braveheart de Mel Gibson : Argyle Wallace
- 1996 : Poursuite de Andrew Davis : Lyman Earl Collier
- 1996 : L'Ombre blanche de John Gray : Mr. Smith
- 1996 : Au revoir à jamais de Renny Harlin : Dr Nathan Waldman
- 1997 : Le Collectionneur de Gary Fleder : Hatfield, chef de la police de Durham
- 1997 : The Boxer de Jim Sheridan : Joe Hamill
- 1998 : L’Enjeu de Barbet Schroeder : capitaine Jeremiah Cassidy
- 1998 : Merchants of Venus de Len Richmond : oncle Vladimir
- 1998 : Rushmore de Wes Anderson : Dr Nelson Guggenheim
- 1999 : The Minus Man de Hampton Fancher : Doug Durwin
- 1999 : Le Corrupteur de James Foley : Sean Wallace
- 1999 : Pour l'amour du jeu de Sam Raimi : Gary Wheeler
- 2000 : The Invention of Dr. Morel : Dr Morel
- 2000 : Complicity (en) de Gavin Millar : inspecteur McDunn
- 2000 : Fou de samba (Mad About Mambo) de John Forte : Sidney McLoughlin
- 2000 : Un but pour la gloire de Michael Corrente : Martin Smith
- 2000 : Saltwater de Conor McPherson : George
- 2001 : Super Troopers de Jay Chandrasekhar : capitaine John O’Hagen
- 2001 : L.I.E. Long Island Expressway de Michael Cuesta : « Big » John Harrigan
- 2001 : Une star dans la mafia de Peter Capaldi : Chisolm
- 2001 : L’Affaire du collier de Charles Shyer : le ministre Breteuil
- 2002 : Bug (en) de Phil Hay et Matt Manfredi : Cyr
- 2002 : Rêve de champion (The Rookie) de John Lee Hancock : Jim Morris Sr.
- 2002 : La Mémoire dans la peau de Doug Liman : Ward Abbott
- 2002 : Le Cercle de Gore Verbinski : Richard Morgan
- 2002 : Adaptation.  de Spike Jonze : Robert McKee
- 2002 : La 25e Heure de Spike Lee : James Brogan
- 2003 : X-Men 2 de Bryan Singer : William Stryker
- 2003 : The Reckoning de Paul McGuigan: Tobias
- 2003 : Péché immortel de Michael Stevens : capitaine Oakes
- 2004 : Troie (Troy) de Wolfgang Petersen : Agamemnon
- 2004 : La Mort dans la peau de Paul Greengrass : Ward Abbott
- 2004 : Get the Picture : Harry Sondheim
- 2005 : A Woman in Winter de Richard Jobson : Dr Hunt
- 2005 : Match Point de Woody Allen : Alec Hewett
- 2005 : Red Eye : Sous haute pression de Wes Craven : Joe Reisert
- 2005 : The Ringer de Barry W. Blaustein : Gary Barker
- 2006 : The Flying Scotsman de Douglas Mackinnon : Douglas Baxter
- 2006 : Courir avec des ciseaux de Ryan Murphy : Dr. Finch
- 2007 : The Key Man : Irving
- 2007 : Le Dragon des mers : La Dernière Légende de Jay Russell : Old Angus
- 2007 : Zodiac de David Fincher : Melvin Belli
- 2007 : Battle for Terra : le général Hemmer (animation, voix originale)
- 2008 : Ultime Évasion (The Escapist) de Rupert Wyatt : Frank Perry
- 2008 : Red (en) : Avery Ludlow
- 2008 : Trick 'r Treat : M. Kreeg
- 2008 : The Good Heart : Jacques
- 2010 : Transplantation : détective Phillip Van Doren
- 2010 : Red : Ivan Simanov
- 2011 : Le Sang des Templiers de Jonathan English : baron d’Albany
- 2011 : La Planète des singes : Les Origines  de Rupert Wyatt : Hank Landon
- 2011 : Ennemis jurés (Coriolanus) de Ralph Fiennes : Menenius
- 2011 : Edwin Boyd de Nathan Morlando : Glover
- 2012 : Moi, député  de Jay Roach : Raymond Huggins
- 2012 : Blood de Nick Murphy : Lenny Fairburn
- 2013 : Red 2 de Dean Parisot : Ivan Simanov
- 2013 : Her de Spike Jonze : l'intelligence artificielle Alan Watts (voix)
- 2013 : Mindscape de Jorge Dorado
- 2013 : Believe (en) : Matt Busby
- 2014 : The Jesuit d'Alfonso Pineda Ulloa
- 2014 : The Anomaly de Noel Clarke : le Dr. Langham
- 2015 : Forsaken : Retour à Fowler City de Jon Cassar : James McCurdy
- 2015 : Pixels de Chris Columbus : l'amiral Porter
- 2016 : Morgane (Morgan) de Luke Scott : Jim Bryce
- 2016 : The Jane Doe Identity (The Autopsy of Jane Doe) d'André Øvredal : Tommy
- 2017 : Churchill de Jonathan Teplitzky : Winston Churchill
- 2018 : Pretenders de James Franco : Henry
- 2019 : Virgin Secrets (Strange but True) de Rowan Athale : Bill Erwin
- 2020 : Remember Me de Martin Rosete : Shane
- 2020 : La Baie du silence (The Bay of Silence) de Paula van der Oest : Milton Hunter
- 2021 : Separation de William Brent Bell : Paul Rivers
- 2025 : The Electric State d'Anthony et Joe Russo (voix)
- 2025 : Un week-end en enfer (The Parenting) de Craig Johnson : Frank

### Télévision
- 1970 : When We Dead Awaken : Ulfhejm
- 1971 : She Stoops to Conquer : Hastings
- 1975 : The Master of Ballantrae
- 1983 : King Lear : Burgundy
- 1984 : The Cantor of St Thomas’s : Jean-Sébastien Bach
- 1984 : Pope John Paul II : père Gora
- 1985 : Florence Nightingale : Dr McGrigor
- 1986 : The Deliberate Death of a Polish Priest : Waldemar Chrostowski
- 1986 : The Fourth Floor : superintendant en chef Haladene
- 1986 : Shoot for the Sun : Dunny
- 1988 : Beryl Markham: A Shadow on the Sun : Jock Purves
- 1989 : Murder on the Moon : Voronov
- 1990 : Secret Weapon (en) : Andrew Neil
- 1991 : Le Langage perdu des grues : Owen Benjamin
- 1992 : Six personnages en quête d'auteur : le réalisateur
- 1992 : The Cloning of Joanna May : Carl May
- 1993 : Sharpe’s Rifles et Sharpe’s Eagle : Major Hogan
- 1994 : Grushko : colonel Yevgeni Grushko
- 1994 : The Negotiator : Charlie King
- 1996 : Witness Against Hitler : juge Freisler
- 1997 : Food for Ravens : Nye Bevan
- 1998 : Embrouille à Poodle Springs (Poodle Springs) de Bob Rafelson : Clayton Blackstone
- 2000 : Longitude : Lord Morton
- 2000 : Nuremberg : le Reichsmarschall Hermann Göring
- 2002 : Diana : La Vérité interdite (The Biographer) : Michael O’Mara
- 2005 : Blue/Orange :
- 2005 : The Strange Case of Sherlock Holmes & Arthur Conan Doyle : Dr Joseph Bell
- 2006 : The Outsiders : Gabriel
- 2006 : Deadwood (saison 3) : Jack Langrishe (en)
- 2007 : The Secret of the Nutcracker
- 2009 : Le Jour des Triffides : Dennis
- 2011 : Le Naufrage du Laconia : le capitaine Sharp
- 2013 : La Malédiction d'Edgar : J. Edgar Hoover
- 2013 : An Adventure in Space and Time : Sydney Newman
- 2014 : Shetland (saison 2) : Magnus Bain (2 épisodes)
- 2015 : The Slap : Manolis Apostolou
- 2016 : Guerre et Paix : Général Mikhaïl Koutouzov
- 2016 : Penny Dreadful : Jared Talbot (2 épisodes)
- 2018-2023 : Succession : Logan Roy (39 épisodes)
- 2019 : Good Omens: la Mort (voix, 3 épisodes)
- 2021 : Unsinkable : Robert Dodds (11 épisodes)
- 2021 : Les Simpson (The Simpsons) : Kostas Becker (animation, épisode Un sérieux Flanders)

### Jeux vidéo
- 2003 : Manhunt : Lionel Starkweather
- 2004 : Killzone : Scolar Visari
- 2009 : Killzone 2 : Scolar Visari
- 2011 : Killzone 3 : Scolar Visari
- 2012 : Syndicate : Jack Denham

### Fictions audio
- 2020-2021 : From Now : Hunter
- 2021 : The Sandman : Acte II : Augustus

### Documentaires (narrateur)
Cinéma
- 1988 : Regi Andrej Tarkovskij de Michal Leszczylowski : le narrateur
- 1994 : I Was Catherine the Great's Stable Boy : voix off
- 2001 : The Legend of Loch Lomond : le narrateur

Télévision
- 2002 : Smallpox 2002: Silent Weapon (téléfilm) : le narrateur
- 2002 : Rasputin: The Devil in the Flesh (téléfilm) : le narrateur
- 2005 : Lost: The Journey : le narrateur

## Distinctions

### Récompense
- Golden Globes 2020 : Meilleur acteur dans une série dramatique pour Succession

### Nomination
- Golden Globes 2024 : Meilleur acteur dans une série dramatique pour Succession

## Voix francophones
| - Jacques Frantz (*1947 - 2021) dans : - Adaptation - La 25e Heure - Match Point - Courir avec des ciseaux - Ennemis jurés - The Slap (série télévisée) - Churchill - Richard Leblond (*1944 - 2018) dans : - Nuremberg (téléfilm) - Le Cercle - The Good Heart - Penny Dreadful (série télévisée) - Morgane - Philippe Catoire dans : - L'Affaire du collier - Troie - Zodiac - Ce Noël-là (voix) - Un week-end en enfer - Benoît Allemane(*1942 - 2025) dans : - Braveheart - Au revoir à jamais - The Boxer - Remember Me - Igor de Savitch dans : - Red - Red 2 - Guerre et Paix (série télévisée) - José Luccioni (*1949 - 2022) dans : - La Planète des singes : Les Origines - Forsaken : Retour à Fowler City - Super Troopers 2 (en) - Georges Claisse (*1941 - 2021) dans : - Le Collectionneur - Kings (série télévisée) - Claude Brosset (*1943 - 2007) dans : - La Mémoire dans la peau - La Mort dans la peau - Jean-Claude Sachot (*1943 - 2017) dans : - X-Men 2 - Moi, député - Patrick Descamps dans : - Ultime Évasion - The Jane Doe Identity | - Féodor Atkine dans : - Battle for Terra (voix) - The Independent (en) Et aussi - Jean-Claude Michel (*1925 - 1999) dans Le Sixième Sens - Jacques Richard (*1931 - 2002) dans Le Prince de Jutland - Jean-Pierre Bagot (*1943 - 2016) dans Rob Roy - Jean Lagache (*1931 - 2018) dans L'Ombre blanche - Jo Doumerg (*1941 - 2010) dans L'Enjeu - Marc Cassot (*1923 - 2016) dans Rushmore - Marcel Guido dans Péché immortel - François Siener dans Red Eye : Sous haute pression - Gérard Dessalles dans Deadwood (série télévisée) - Antoine Tomé dans The Take (en) (mini-série) - Paul Borne dans Le Sang des Templiers - Hervé Furic dans La Malédiction d'Edgar (téléfilm) - Gérard Boucaron dans Mindscape - Michel Voletti dans Close Case : Affaires closes (série télévisée) - Jean-Yves Chatelais (*1953 - 2018) dans Pixels - Thierry Murzeau dans Les Médicis : Maîtres de Florence (série télévisée) - Jean-Michel Vovk dans The Game (en) (série télévisée) - Achille Orsoni (*1952 - 2019) puis Patrick Bonnel dans Succession (série télévisée) - Jean Barney dans Good Omens (série télévisée) - Nicolas Marié dans Quasi (en) - Gérard Darier dans Le Seigneur des Anneaux : La Guerre des Rohirrim (voix) |